# Peter Dumont Vroom
Peter Dumont Vroom, född 12 december 1791, död 18 november 1873, var en amerikansk politiker, guvernör i New Jersey och ledamot av USA:s representanthus.

## Biografi

### Privatliv
Vroom föddes i Hillsborough Township, New Jersey och tog examen från Columbia College i New York 1808. Sedan han hade studerat juridik vid Somerville Academy antogs han till advokatsamfundet 1813.

### Karriär
Vroom var medlem av Demokrterna. Han var ledamot av New Jerseys parlament från 1826 till 1829. Han var sedan guvernör i New Jersey, som efterträdare till Isaac Halstead Williamson den 30 oktober 1829. Som guvernör stödde han byggandet av järnväg, Camden and Amboy Railroad, och en kanal mellan floderna Delaware öster om New Jersey och Raritan i centrala New Jersey. Han slutade som guvernör den 26 oktober 1832 och efterträddes av Samuel Lewis Southard, men återkom den 23 oktober året därpå efter Elias P. Seeley. Han satt sin andra omgång som guvernör till den 28 oktober 1836, då han efterträddes av Philemon Dickerson.
År 1838 var Vroom en av fem demokratiska kandidater till USA:s kongress som blev inblandad i en kontrovers om giltigheten av valet. Valresultat som överklagades fick USA:s representanthus att ifrågasätta de kandidater för Whigpartiet som guvernör William Pennington hade certifierat. Efter en långdragen strid fick Vroom och de fyra andra demokraterna platser i representanthuset i stället för de som hade kandiderat för Whig-partiet. Vroom förlorade emellertid sin kandidatur till att bli omvald 1840.
Vroom var sedan delegat till New Jerseys konvent för att skriva en ny grundlag till delstaten 1844. Han utsågs av president Franklin Pierce som USA:s sändebud till Preussen från den 4 november 1853 och tjänstgjorde till den 10 augusti 1857.
Han avled i Trenton, New Jersey, och begravdes på DuMont Cemetery vid River Road i Hillsborough, New Jersey.